# 嚴酷的學校
《嚴酷的學校》（英語：The Austere Academy）是雷蒙尼·史尼奇系列作品《波特萊爾大遇險》的第五部小說。波特萊爾三姐弟在這本書中被送到寄宿學校，被嚴酷的教職員監管，他們在這裡結識了新朋友，但老敵人歐拉夫伯爵仍找到了他們。

## 情節概要
延續上集《糟糕的工廠》故事，銀行家波先生將波特萊爾三姐弟（紫兒、克勞斯和桑妮）送到普魯佛洛克預備學校（Prufrock Preparatory School），三姐弟在前往副校長尼祿辦公室的途中被卡麥麗塔·史派茲給批評為「臭爛糕」（cakeniffers），他們也發現這座學校的校訓是「人生自古誰無死」。
狂妄自大的副校長尼祿向三姐弟描述學校的規則並保證會用「最先進的電腦」來辨識歐拉夫伯爵的長相。由於三姐弟是孤兒，所以只能睡在一所充滿螃蟹的破爛小屋內，而且桑妮還被迫擔任尼祿的行政助理。
波特萊爾三姐弟在吃午飯時繼續被卡麥麗塔·史派茲給批評，但因此結識與他們有著類似遭遇的夸麥爾兄妹——鄧肯與伊莎朵拉，夸麥爾兄妹本是三胞胎，他們的兄弟和父母一起在火災中不幸罹難。夸麥爾家跟波特萊爾三姐弟也有他們的雙親遺留的遺產，鄧肯夢想成為記者，伊莎朵拉則夢想成為詩人。紫兒的學校老師雷蒙拉先生（Mr. Remora）喜歡吃香蕉和講短而無聊的沉悶故事，克勞斯的老師貝絲女士（Mrs. Bass）熱衷於測量，時常令她的學生測量一堆事物。後來紫兒與克勞斯發現體育課代課老師更伊斯教練就是經過偽裝的歐拉夫伯爵，他用頭巾蓋住眉毛、用運動鞋蓋住腳踝上的刺青。更伊斯教練讓三姐弟每晚都進行所謂的跑步訓練把他們給累得半死，根本無法專心上課或參加副校長尼祿每晚舉行的音樂會，桑妮的工作也受到嚴重影響。
副校長尼祿完全不相信更伊斯教練就是歐拉夫並且告訴三姐弟：如果他們的成績與工作再這樣一落千丈的話就要把他們送給更伊斯教練來照顧，還說次日一早就要對紫兒與克勞斯考試，桑妮則要作出訂書針。夸麥爾兄妹對波特萊爾三姐弟伸出援手偽裝成他們的樣子（用麵粉袋偽裝成桑妮）去接受當晚更伊斯教練的訓練，好讓波特萊爾三姐弟有時間複習功課及趕製訂書針。雖然波特萊爾三姐弟在次日成功通過尼祿與兩位老師的測試，但更伊斯教練卻指控沒參加跑步訓練的波特萊爾三姐弟是在「作弊」的理由，促使尼祿將波特萊爾三姐弟踢出學校。原本波特萊爾三姐弟想要告訴剛抵達學校的波先生說出更伊斯教練就是歐拉夫伯爵的真相，但是歐拉夫伯爵及時逃出學校還與同夥（兩位抹白粉的女人）綁走夸麥爾兄妹，鄧肯在車門關上前向克勞斯喊道：「去看筆記本！V.F.D.！」，儘管波特萊爾三姐弟知道鄧肯的用意卻無法拿回被奪走的筆記本，他們發誓一定要解開這個「V.F.D.」的秘密的同時也要拯救他們的朋友。

## 文化參照
- 副校長尼祿的名字與性格是參照歷史上的著名暴君、羅馬皇帝尼祿，尼祿曾令人燒毀羅馬自己卻看著大火吟詩作曲[1]。
- 更伊斯（Genghis）教練的名字來自於歷史上的蒙古部落酋長成吉思汗[1]。

## 改編作品
Netflix製作的電視劇《波特萊爾的冒險》第二季的前兩集改編自本書。